# Регулус (ракета)
SSM-N-8 Регулус е американска крилата ракета, която е служила за пренасяне на американските ядрени оръжия през 50-те и 60-те години. Всички ракети тип Регулус са били монтирани на самолетоносачи и други големи кораби, и са можели да пренасят една ядрена бойна глава с тегло от 1360 килограма на разстояние до 926 километра. Първият си полет извършва през 1951 година, и е въведена в употреба през 1955. Изведена е от експлоатация девет години по-късно. Регулус е основната американска ракета, която е пренасяла ядрени заряди по това време. В същото време СССР е разполагал с разнообразни балистични ракети със значително по-голям обсег и полезен товар, но не и с крилати ракети.